# (3524) Schulz
(3524) Schulz ist ein Asteroid des Hauptgürtels, der am 2. März 1981 vom US-amerikanischen Astronomen Schelte John Bus am Siding-Spring-Observatorium (IAU-Code 413) in Australien entdeckt wurde.
Der Asteroid wurde nach dem US-amerikanischen Comiczeichner Charles M. Schulz (1922–2000) benannt, der 1950 die Comicserie Die Peanuts schuf, deren letzte Folge am 13. Februar 2000 veröffentlicht wurde.